# Brilliant (Ohio)
Brilliant é um lugar designado pelo censo localizado no condado de Jefferson no estado estadounidense de Ohio. No Censo de 2010 tinha uma população de 1.482 habitantes e uma densidade populacional de 323,64 pessoas por km².

## Geografia
Brilliant encontra-se localizado nas coordenadas 40° 16′ 04″ N, 80° 38′ 09″ O. Segundo o Departamento do Censo dos Estados Unidos, Brilliant tem uma superfície total de 4.58 km², da qual 4.54 km² correspondem a terra firme e (0.79%) 0.04 km² é água.

## Demografia
Segundo o censo de 2010, tinha 1.482 habitantes residindo em Brilliant. A densidade populacional era de 323,64 hab./km². Dos 1.482 habitantes, Brilliant estava composto pelo 98.79% brancos, o 0.27% eram afroamericanos, o 0.07% eram amerindios, o 0% eram asiáticos, o 0% eram insulares do Pacífico, o 0.07% eram de outras raças e o 0.81% pertenciam a duas ou mais raças. Do total da população o 0.34% eram hispanos ou latinos de qualquer raça.